# 1150
1150 (MCL) a fost un an obișnuit al calendarului iulian.

## Evenimente
- 5 iunie: În Rusia, are loc canonizarea lui Igor Olgovici, ale cărui moaște sunt transferate la Cernigov.
- 21 noiembrie: După moartea regelui Garcia al IV-lea, Navarra trece sub suzeranitatea regelui Alfonso al VII-lea al Castiliei.

### Nedatate
- aprilie: Emirul de Alep, Nur ad-Din, se apropie cu trupele de Damasc, solicitând emirului Abaq să participe la luptele contra cruciaților regelui Balduin al III-lea al Ierusalimului, care se afla la zidurile Damascului.
- august: Are loc căsătoria dintre Petronilla, moștenitoarea tronului Aragonului, și contele Ramon Berenguer al IV-lea de Catalonia.
- După asediul nereușit asupra localității Arques, regele Ludovic al VII-lea al Franței primește omagiul din partea lui Henric Plantagenet, care devine duce de Normandia, cedând în schimb Franței Vexin.
- Erik Jedvarsson se autoproclamă rege în provincia suedeză Vastergotland, cu scopul de a prelua puterea de la regele Sverker I "cel Bătrân".
- Albrecht Ursul moștenește Brandenburg.
- Erupție a vulcanului Vezuviu.
- Fatimizii fortifică orașul Ascalon.
- Henric Leul, duce de Saxonia, invadează Bavaria, proclamându-se moștenitor al acesteia.
- Limba olandeză medievală începe să fie vorbită.
- Orașul Pistoia reușeșete să reziste unui atac al celor din Florența.
- Prima menționare a țiganilor la Constantinopol, având ocupația de cântăreți.

## Arte, științe, literatură și filozofie
- Christian Malone scrie Chronicon Scotorum.
- Este construit castelul Cooby Roo, în insula Orkney.
- Este încheiat lucrul la templul Angkor Wat din statul khmerilor (astăzi, Cambodgia).
- Filosoful platonic francez Bernard de Tours scrie o lucrare despre macrocosmos și microcosmos.
- Își începe activitatea Petru Lombardul.
- O confraternitate benedictină se întemeiază în Birkenhead, Anglia.
- Se construiește castelul Reading din Norfolk, Anglia, de către contele William d'Aubigny.
- Se întemeiază Universitatea din Paris.

## Înscăunări
- 21 noiembrie: Sancho al VI-lea (cel Înțelept), rege al Navarrei (1150-1194).

## Nașteri
- Azzone din Bologna, jurist italian (d. 1225)
- Balduin al V-lea, conte de Hainaut (d. 1195)
- Benedetto Antelami, sculptor și arhitect italian (d. 1230)
- Bonifaciu I, marchiz de Montferrat (d. 1207)
- Conon din Bethune, diplomat francez (d. 1219)
- Gui de Lusignan, cruciat și rege al Ciprului (d. 1194)
- Leon al II-lea, principe al Armeniei (d. 1229)
- Peire Espanhol, trubadur francez (d. 1220)
- Saxo Grammaticus, cronicar danez (d. 1220)

## Decese
- 21 noiembrie: Garcia al IV-lea Ramirez, rege al Navarrei (n. 1105)
- 16 decembrie: Raymond de Bar, abate de Cîteaux (n. ?)

### Nedatate
- Giabir ibn Aflah al-Ishbili, matematician și astronom arab (n. ?)
- Suryavarman al II-lea, rege al khmerilor (n. ?)
- Xizong, împărat din dinastia chineză Jin (n. ?)